# The Place You're In
The Place You're In é o quarto álbum de estúdio do guitarrista de blues estadunidense Kenny Wayne Shepherd.
O álbum foi lançado em 05 de Outubro de 2004.

## Creditos
- Kenny Wayne Shepherd - guitarras
- Marti Frederiksen - baixo
- Brian Tichy - bateria

## Faixas
Todas as canções foram compostas por Kenny Wayne Shepherd e Marti Frederiksen, exceto onde notificado.
1. "Alive" – 3:44
2. "Be Mine" – 4:09
3. "Spank" (com Kid Rock) (Kenny Wayne Shepherd/Jamie Houston/Kid Rock) – 3:01
4. "Let Go" – 5:02
5. "Ain't Selling Out" – 3:15
6. "Believe" (com Noah Hunt) (Kenny Wayne Shepherd/Noah Hunt/Marti Frederiksen) – 3:58
7. "The Place You're In" (Kenny Wayne Shepherd/Marti Frederiksen/Mikal Reid) – 3:22
8. "Hey, What Do You Say" – 5:03
9. "Get It Together" – 3:48
10. "Burdens" (com Noah Hunt) – 3:39
11. "A Little Bit More" (Instrumental) – 3:05

## Paradas Musicais
Álbum - Billboard (North America)
| Ano  | Parada Musical    | Posição |
| ---- | ----------------- | ------- |
| 2004 | The Billboard 200 | 101     |

Singles - Billboard (North America)
| Ano  | Canção                | Parada Musical         | Posição |
| ---- | --------------------- | ---------------------- | ------- |
| 2004 | "Alive"               | Mainstream Rock Tracks | 13      |
| 2005 | "The Place You're In" | Mainstream Rock Tracks | 30      |